# 4 дні в травні
«4 дні в травні» — воєнно-історичний повнометражний фільм режисера Ахіма фон Борріса. Офіційне гасло: «Іноді межа проходить не між «своїми» і «чужими», а між добром і злом». Світова прем'єра відбулася 29 вересня 2011 року., прем'єра в США - 10 жовтня 2011 року, прем'єра в Україні - 23 лютого 2012 року.

## Сюжет
Кінець Другої світової війни. Останні дні перед капітуляцією нацистської Німеччини. Померанія, узбережжі Балтики. Розвідгрупа Червоної армії з семи чоловіків на чолі з капітаном на прізвисько «Горинич», залишена для розвідки і спостереження за пересуваннями відступаючого противника. Група розташовується в пансіонаті для дівчаток-сиріт.
Недалеко від пансіонату з'являється загін вермахту, що очікує транспорт для евакуації в Данію. Горинич просить командування дати йому набої, озброєння та підкріплення, однак загону лишають одну гармату з одним снарядом та наказують взяти у полон відступаючих німців, що кількісно переважають удесятеро.
12-річний підліток-сирота, що залишився в пансіонаті, член гітлерюгенд Петер, вихований в традиціях націонал-соціалізму, намагається розстріляти радянських розвідників з автомата, але ті його роззброюють і терпляче намагаються перевиховати. Капітан рятує від зґвалтування своїм підлеглим дівчину, що живе в притулку. Між нею та радистом зав'язуються ромнатичні стосунки.
Обидві сторони, розуміючи, що війна практично завершена, не хочуть вступати в бій і обирають вичікувальну позицію. 8 травня 1945 року в притулок приїжджає майор, безпосередній командир підрозділу, в яку входить група розвідників. Він п'яний з нагоди капітуляції Німеччини. Майор намагається зґвалтувати одну з німецьких дівчат. Капітан обеззброює його і припиняє цю спробу. Бажаючи усунути свідків своєї непристойної поведінки, майор оголошує, що в будівлі засіли переодягнуті власовці, і силами свого підрозділу починає штурмувати притулок. Для захисту дітей на допомогу радянським розвідникам приходить німецька частина. Вони спільно ведуть бій проти радянських солдатів, а потім разом з сиротами з притулку відпливають на риболовецькому баркасі в Данію.

## У ролях
- Павел Вензель — Петер, 12-річниц член гітлерюгенд
- Олексій Гуськов — Павло Калмиков («Горинич»), капітан Красной армии, командир отдельной разведгруппы
- Іван Шведов — Трубіцин, розвідник
- Андрій Мерзлікин — Сєдих, розвідник
- Сергій Легостаєв — Іванов, розвідник
- Мераб Нінідзе — майор
- Геральд Александр Хелд — полковник Вальд
- Мартин Брамбах — лейтенант Вендт
- Ангеліна Хенч — Анна
- Петра Келлінг — патронесса пансіонату

## Питання достовірності
Дмитро Фост, публікація якого "Русская былина" стала основою сценарію фільму, спочатку стверджував, що про події, які нібито мали місце 8-9 травня 1945 року на острові Рюген. За його словами, радянські військовослужбовці окремої розвідувальної роти 108-го стрілецького корпусу, розквартировані в жіночому пансіонаті, перешкодили домаганням до вихованкам пансіонату з боку командира 137-го танкового батальйону, після чого, виконуючи наказ командира, 32 розвідника атакували військовослужбовці 137-го танкового батальйону 90-ї стрілецької дивізії при підтримці десяти танків Т-34; почався бій, в ході якого на допомогу радянським розвідникам прийшли німецькі солдати, радянський танковий батальйон був знищений, а 9 вцілілих радянських розвідників евакуювалися на кораблі разом з німцями. Йому цю історію розповів увечері 20 серпня 1968 року в Гурзуфі маршал Радянського Союзу К. С. Москаленко.
Російські історики негативно сприйняли фільм та відзначили його неправдоподібність. У 2008 році вийшла стаття кандидата історичних наук Б. В. Соколова, в якій він зазначив - «багато деталей, викладених  в "Русскій билині", явно вигадані і не відповідають реальним фактам», навів аргументи, що ставлять під сумнів справжність процитованого в оповіданні Дмитра Фоста «політдонесення», а також звернув увагу на ту обставину, що «в різних публікаціях Фост змінює деякі деталі документа».
Інші російські історики також стверджували, що сюжет твору Фоста (включаючи послітдонесення, на яке не має архівних реквізитів») є вигадкою.
Історик Олексій Ісаєв за підсумками бесіди з Дмитром Фостом опублікував відверту відповідь автора про обставини появи цієї вигадки:  "Як з'ясувалося в приватній бесіді, написав він про «братерство по зброї» на Рюгені з мега-геополітичних міркувань: треба миритися з німцями, створювати вісь Берлін-Москва-Пекін. Нині посилання на цю заяву не є доступними у мережі.
Під тиском фактів, Фост визнав, що сюжет «Русскої билини» є вигадкою.
У тексті твору Дмитра Фоста наведено фрагмент тексту «політдонесення політвідділу 2-ї ударної армії», без будь-яких архівних реквізитів, автор якого не зазначений, в якому написано, що бій з військовослужбовцями «Орр 108 ск» (номер розвідувальної роти не згадано), вів «137 танковий батальйон 90 сд». Однак згідно зі штатним розкладом, в складі 90-ї стрілецької дивізії Радянської Армії 137-го танкового батальйону чи іншої частини з номером 137 немає. Більш того, в кінці Другої світової війни танкових батальйонів взагалі не було в складі стрілецьких дивізій Радянської Армії. На початку 1945 року до 90-ї стрілецької дивізії були додані три танкових полки (95-й окремий гвардійський танковий полк, 93-й окремий гвардійський танковий полк і 46-й окремий гвардійський танковий полк прориву), проте 137-й танковий батальйон до їх склауд не входив. 137-й окремий танковий батальйон входив до складу 29-ї гвардійської танкової бригади, але 23 травня 1944 року він був перейменований у 2-й танковий батальйон 96-го гвардійського важкого танкового полку. На острові Рюген в травні 1945 року взагалі не було жодного радянського танка.